# Domenico Maria De Mari
Domenico Maria De Mari (ur. 1653 w Genui, zm. 1725 tamże) – polityk genueński.
Od 9 września 1707 do 9 września 1709 roku Domenico Maria De Mari pełnił urząd doży Genui.